# Dombay-Ulgen
Dombai-Ulgen hay Dombay-Ulgen (tiếng Gruzia: დომბაი-ულგენი; tiếng Nga: Домбай-Ульген, tiếng Karachay-Balkar: Доммай ёлген) là một ngọn núi cao 4.046 mét-high (13.274 ft) thuộc dãy núi Đại Kavkaz và là điểm cao nhất của Abkhazia, một quốc gia được công nhận quốc tế hạn chế. Ngọn núi nằm ở biên giới với Karachay-Cherkessia, một nước cộng hòa tự trị của Nga. Ngọn núi được cấu tạo từ đá phiến ma, đá phiến tinh thể và đá granit. Đỉnh núi được bao phủ bởi tuyết và sông băng vào mọi thời điểm trong năm.

## Hình ảnh

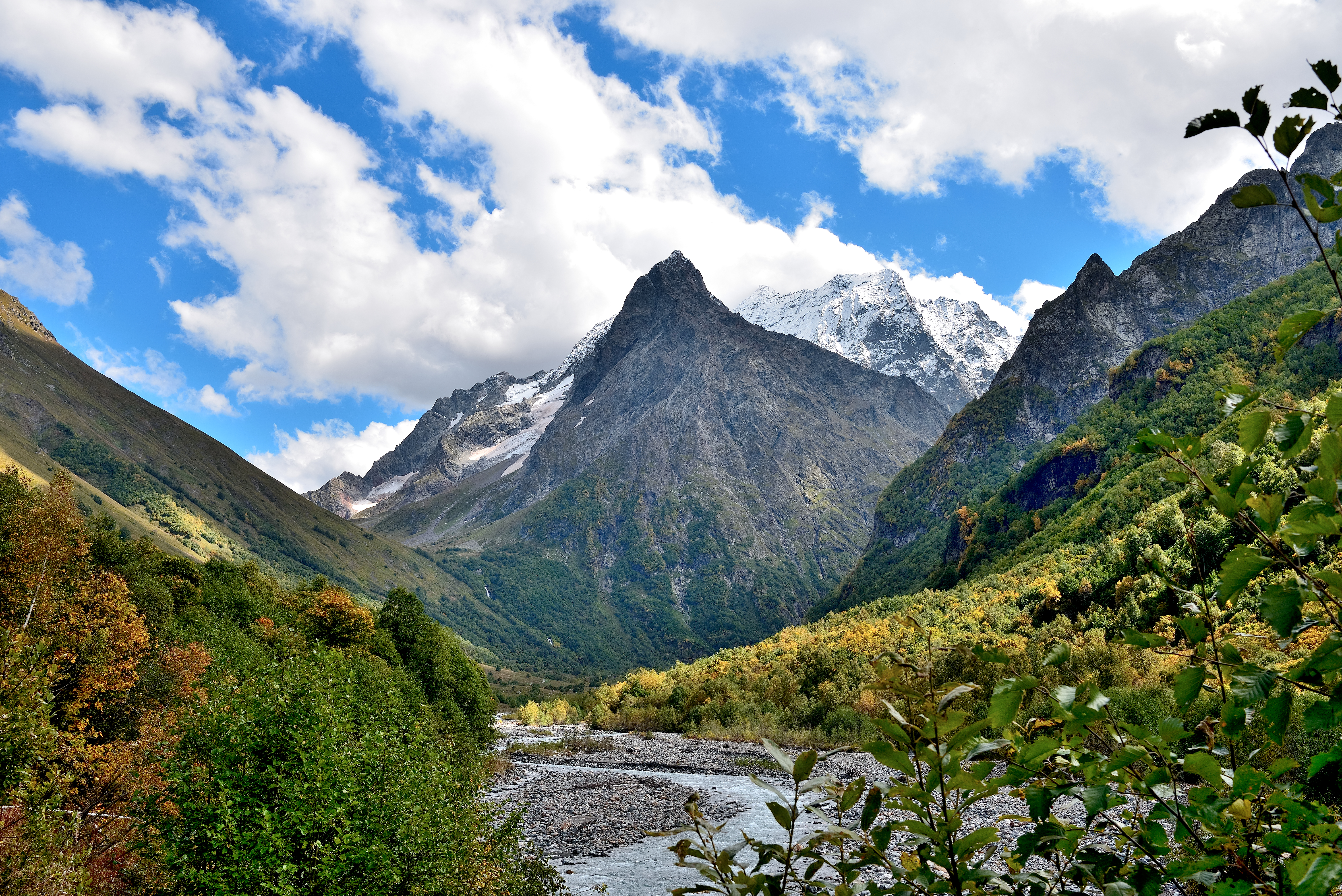
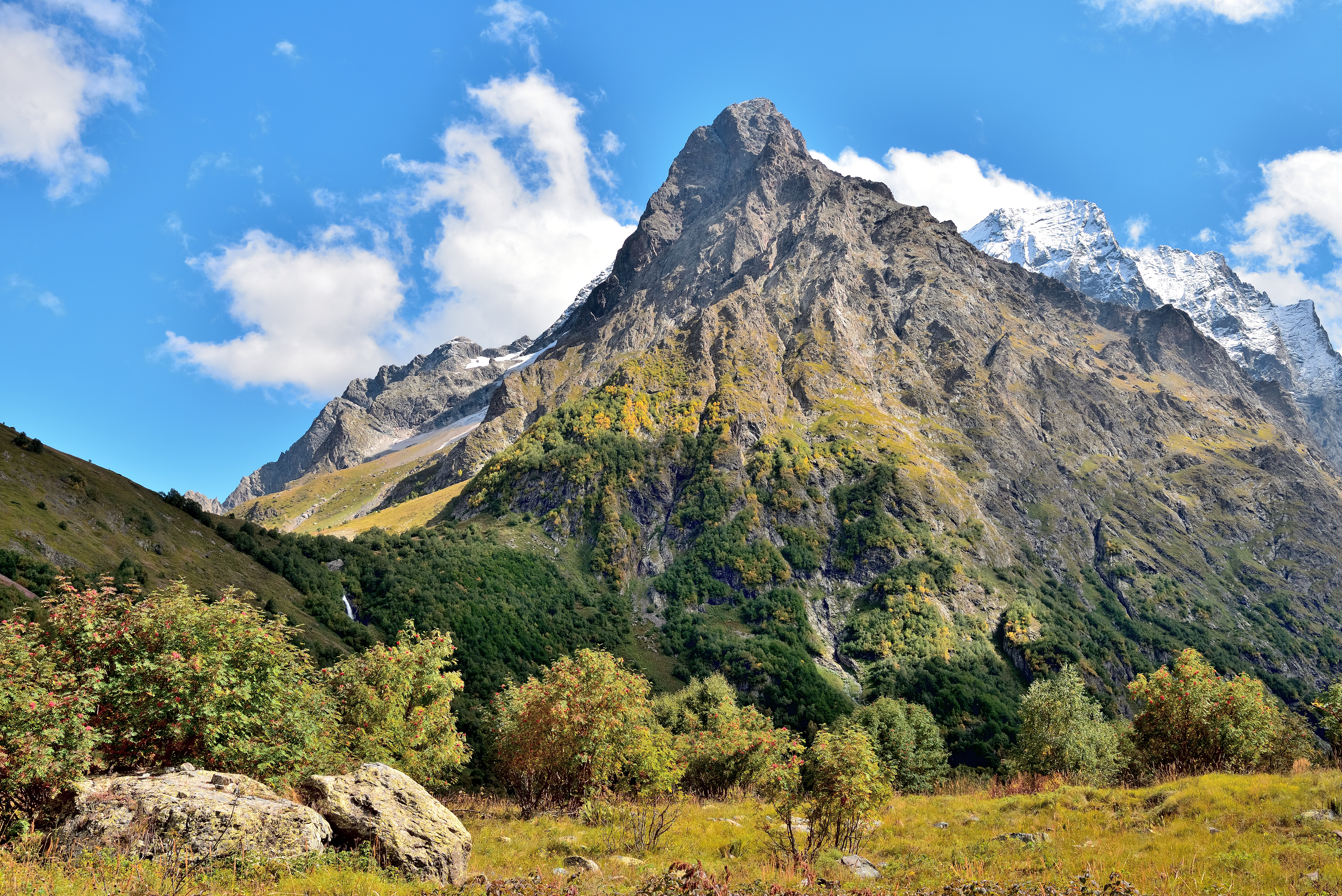